# Mordfleck

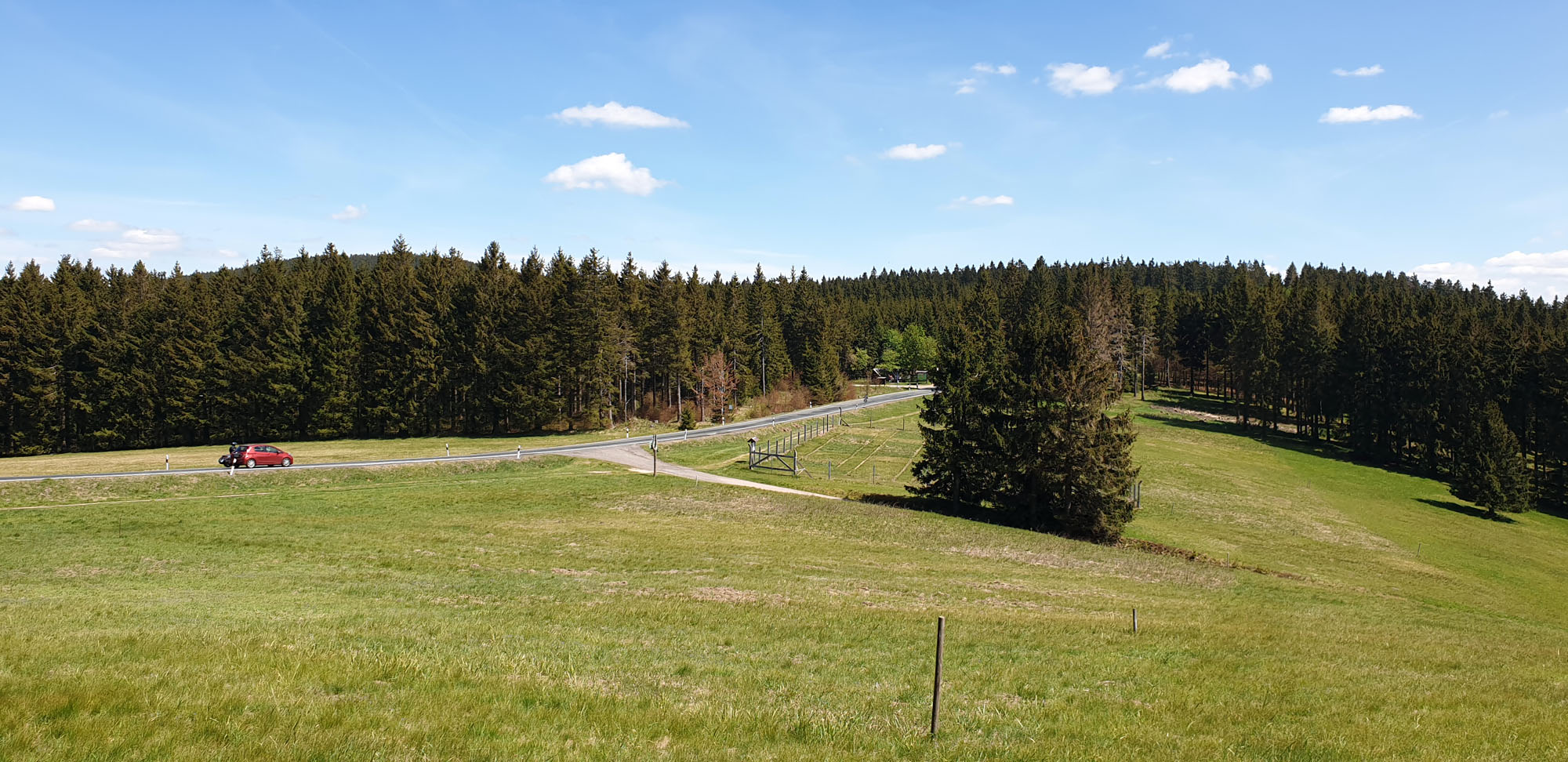
Mordfleck in Richtung Osten

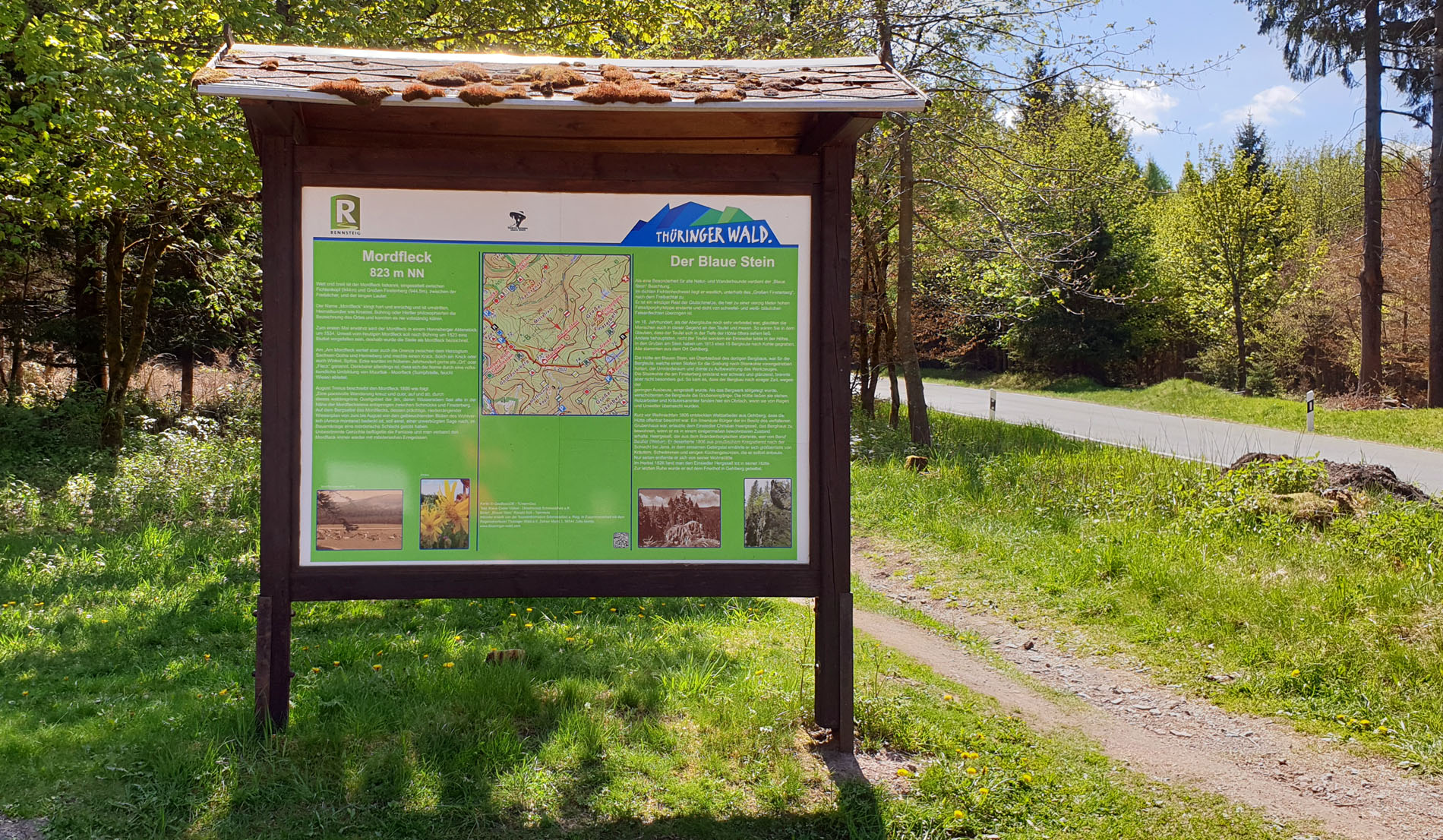
Infotafel zum Mordfleck und zum Blauen Stein

Der Mordfleck (823 m ü. NN) in Thüringen ist eine Sattelformation am Rennsteig zwischen Fichtenkopf (944,1 m ü. NN) und Großem Finsterberg (944,5 m ü. NN), zwischen dem Tal der Langen Lauter im Westen und dem Freibachtal im Osten. Er liegt an der Schmückestraße L 2632.

## Herkunft des Namens
Der Name „Mordfleck“ klingt hart und anrüchig und ist umstritten. Heimatkundler wie Max Kroebel, Johannes Bühring oder Ludwig Hertel philosophierten über die Bezeichnung des Ortes, konnten es jedoch nie vollständig klären. Zum ersten Mal erwähnt wird der Mordfleck in einem Henneberger Aktenstück um 1534. Unweit des heutigen Mordflecks soll nach Bühring um 1523 eine Bluttat vorgefallen sein, deshalb wurde die Stelle als Mordfleck bezeichnet.
Am Mordfleck verlief aber auch die Grenze zwischen den Herzogtümern Sachsen-Gotha und Henneberg und machte einen Knick. Solch ein Knick oder auch Winkel, Spitze, Ecke wurden im früheren Jahrhundert gerne als „Ort“ oder „Fleck“ bezeichnet. Denkbar ist allerdings auch, dass sich der Name durch eine volkskundliche Umbildung von Muurflak - Moorfleck (Sumpfstelle, Feuchtwiese) ableitet.
August Trinius beschreibt den Mordfleck 1886 wie folgt: „Eine poesivolle Wanderung kreuz und quer, auf und ab, durch dieses waldesgrüne Quellgebiet der Ilm, deren Wasseradern fast alle in der Nähe der Mordfleckwiese entspringen, zwischen Schmücke und Finsterberg.“

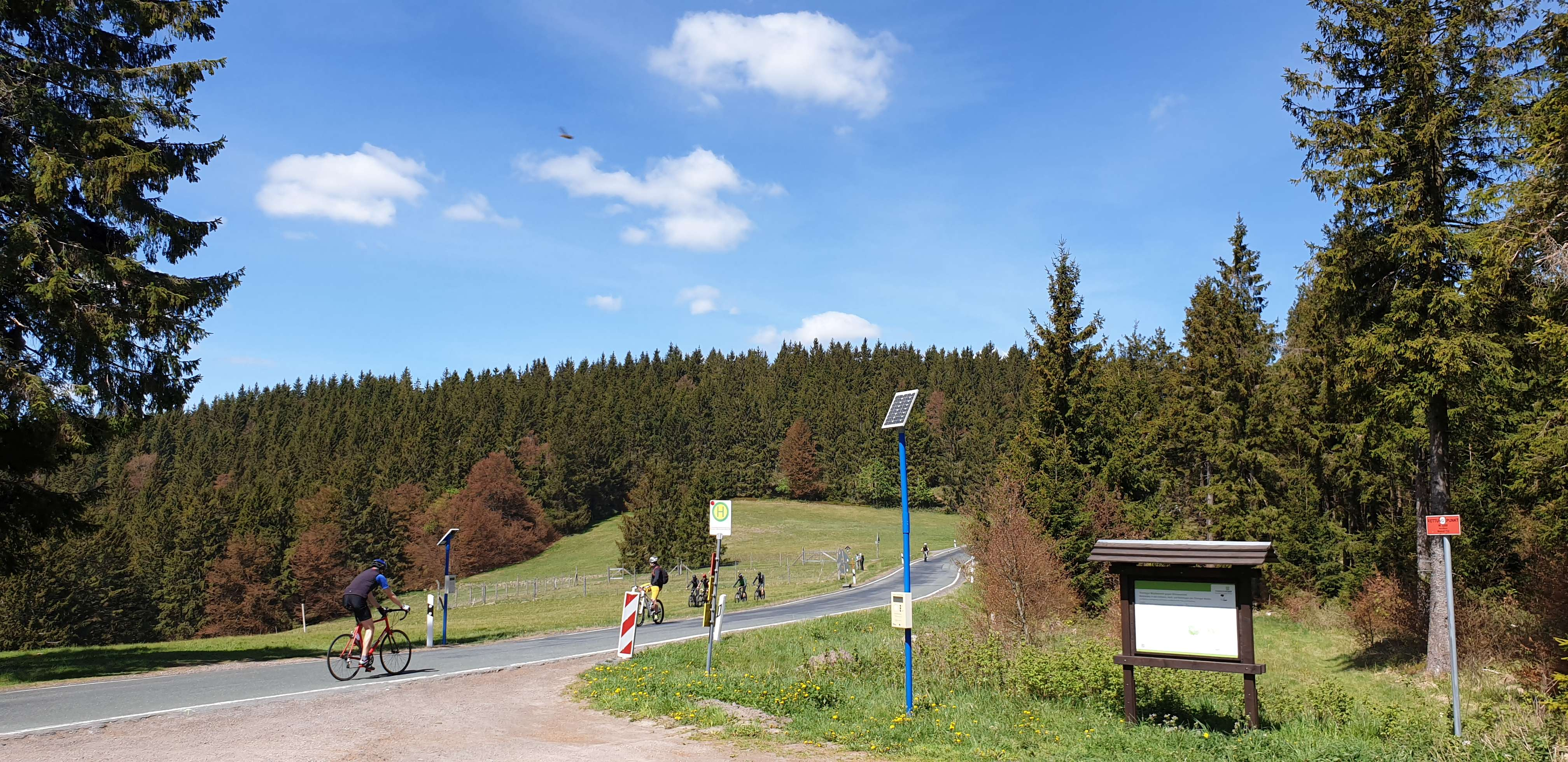
Mordfleck in Richtung Westen mit Schmückestraße

Auf dem Bergsattel des Mordflecks, dessen prächtiger, niederrängender Wiesenplan von Juni bis August von den gelbleuchtenden Blüten des Wohlverleih (Arnica montana) bedeckt ist, soll einst, einer unverbürgten Sage nach, im Bauernkriege eine mörderische Schlacht getobt haben. Unbestimmte Gerüchte beflügelten die Fantasie und man verband den Mordfleck immer wieder mit mörderischen Ereignissen.

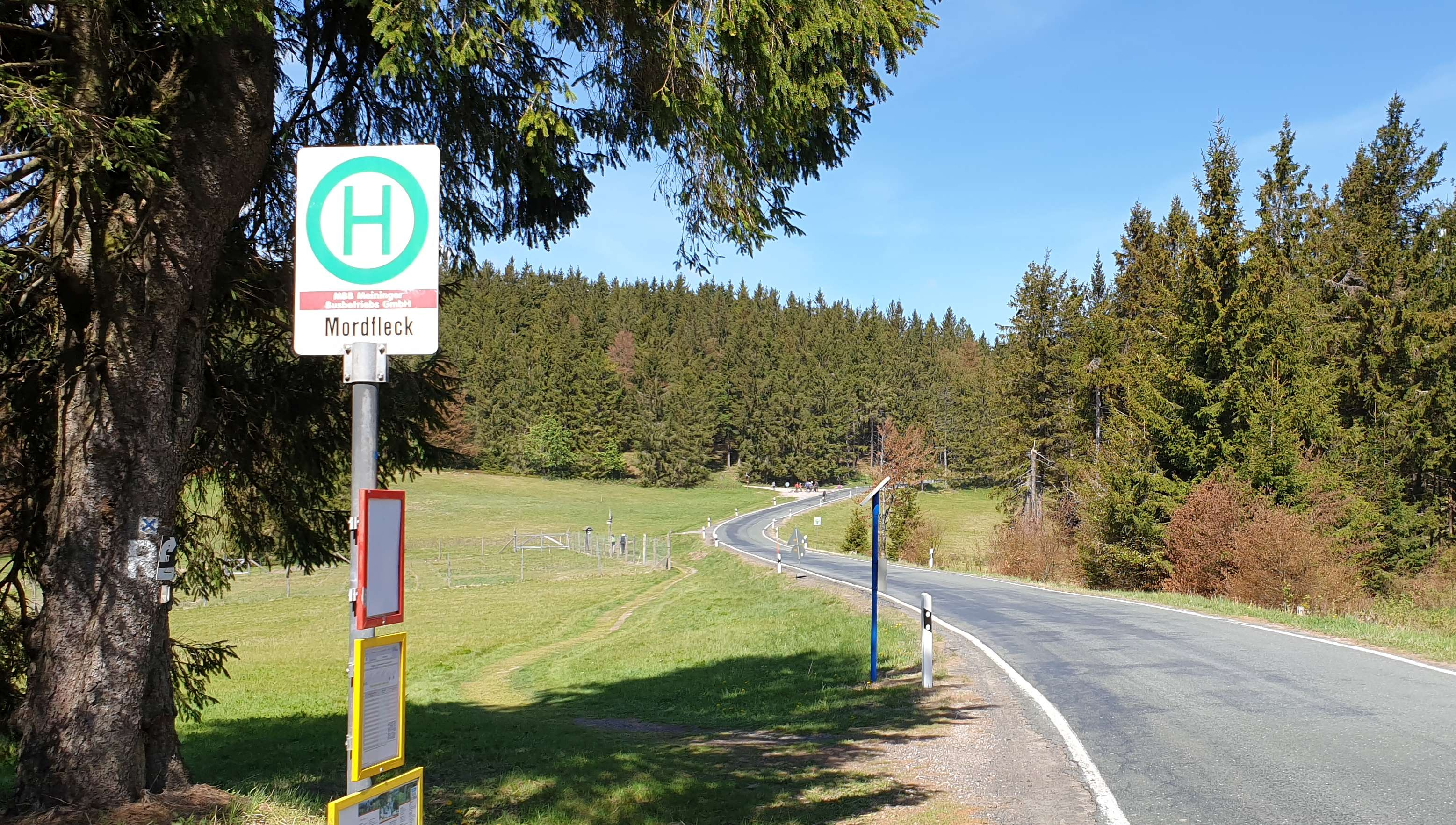
Mordfleck in Richtung Schmücke

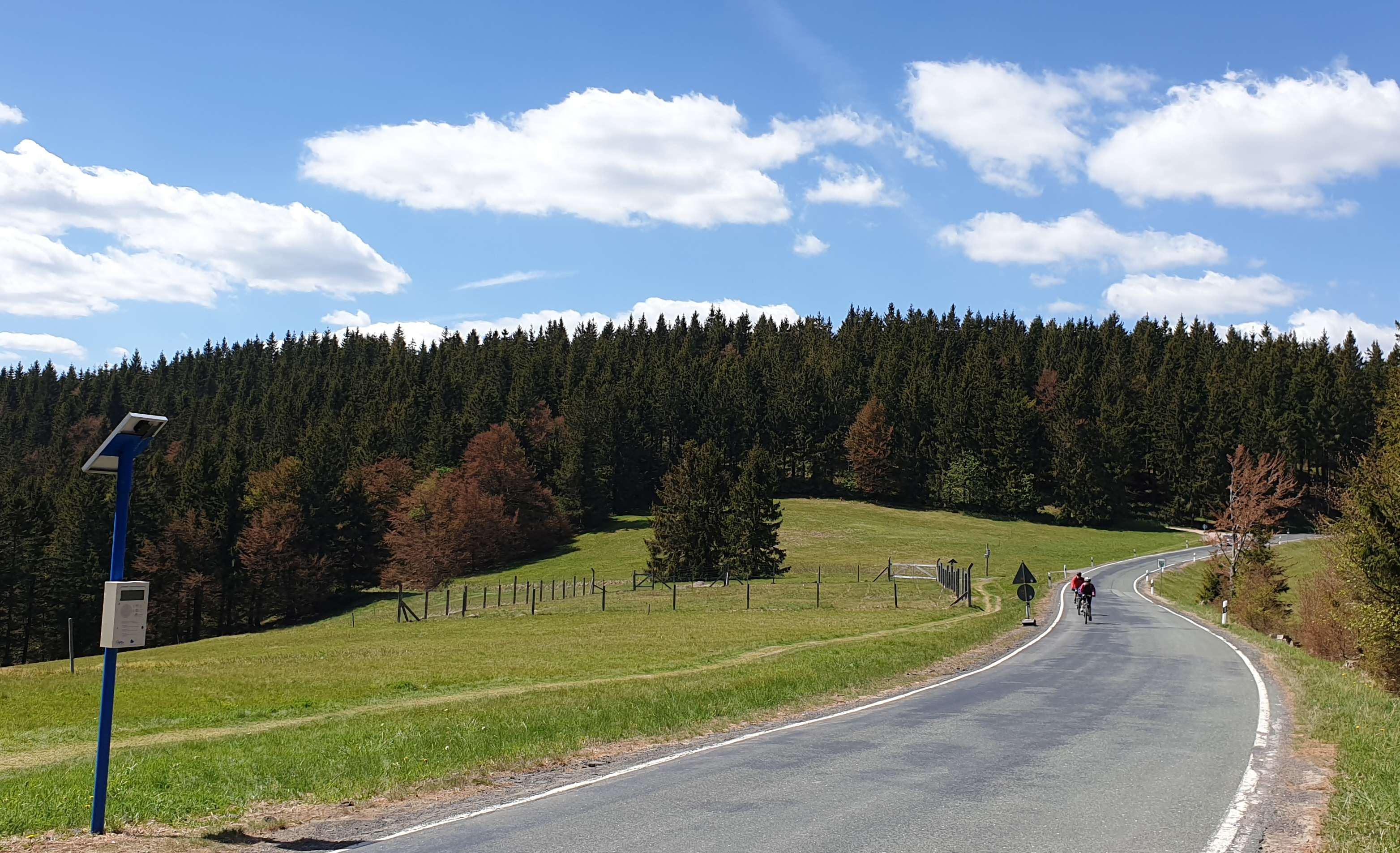
Mordfleck in Richtung Westen mit Schmückestraße